# Sint-Benedictuskerk (Teeffelen)
De Sint-Benedictuskerk is een rooms-katholieke kerk in de Nederlandse plaats Teeffelen. De kerk is gewijd aan de heilige Benedictus van Nursia.
In de middeleeuwen stond in Teeffelen een kapel gewijd aan Antonius van Padua. Deze wordt aangepast en wordt een kerk, waarbij de patronaat Benedictus van Nursia wordt. De kerk maakte deel uit van dezelfde parochie als de Sint-Servatiuskerk in Oijen. Toen Oijen in de Tachtigjarige oorlog onder Staats gezag viel, en de Sint-Servatiuskerk aan de protestanten toegewezen werd, kwamen veel katholieken uit Oijen ook in Teeffelen kerken. Hierop wordt de Sint-Benedictuskerk vergroot. In de eeuwen daarna volgden nog meer restauraties.
De kerk is opgezet als zaalkerk met een rechtgesloten priesterkoor en zadeldak. In de zijgevels zijn spitsboogvensters aangebracht. Aan de voorzijde staat een vierkante, bakstenen toren bestaande uit twee geledingen. In de bovenste geleding zitten galmgaten met erachter een torenuurwerk uit eind 19e eeuw. De toren wordt bekroond met een ranke naaldspits. In de kerk zijn diverse oude objecten aanwezig, zoals een doopvont uit 1621, een 15e-eeuws houten beeld van Anna, een 16e-eeuws houten beeld van Antonius Abt, 17e-eeuwse beelden van Apollonia, Cecilia en Barbara, een deel van een 16e-eeuwse koorbank en enkele oude grafzerken. De orgel in de kerk is gemaakt door Matthijs van Deventer in 1733 en in 1857 uitgebreid door P. van Nistelrooy.
De toren en kerk zijn in 1973 apart van elkaar aangewezen als rijksmonument. 

## Galerij

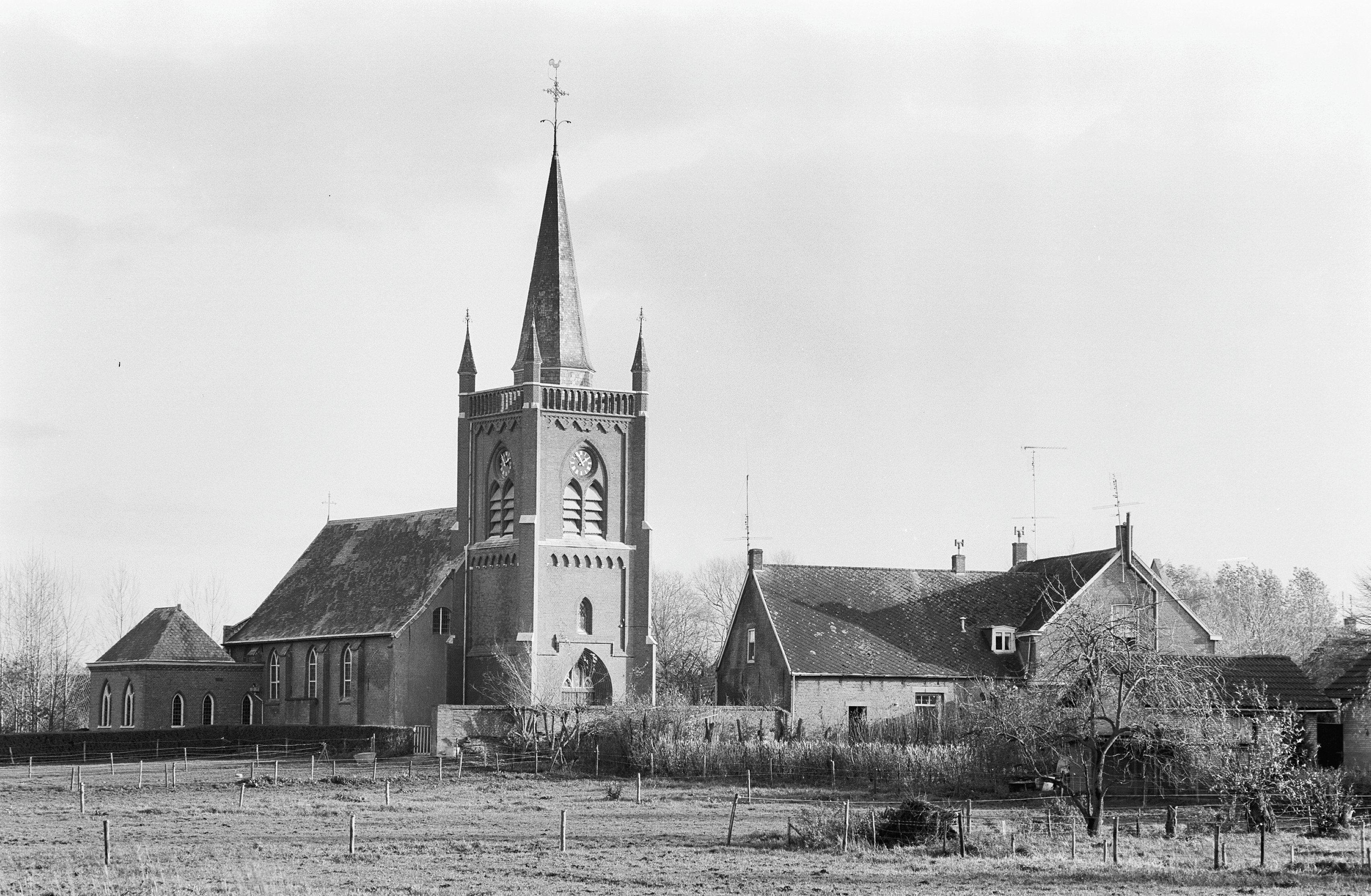
Aanzicht in 1984
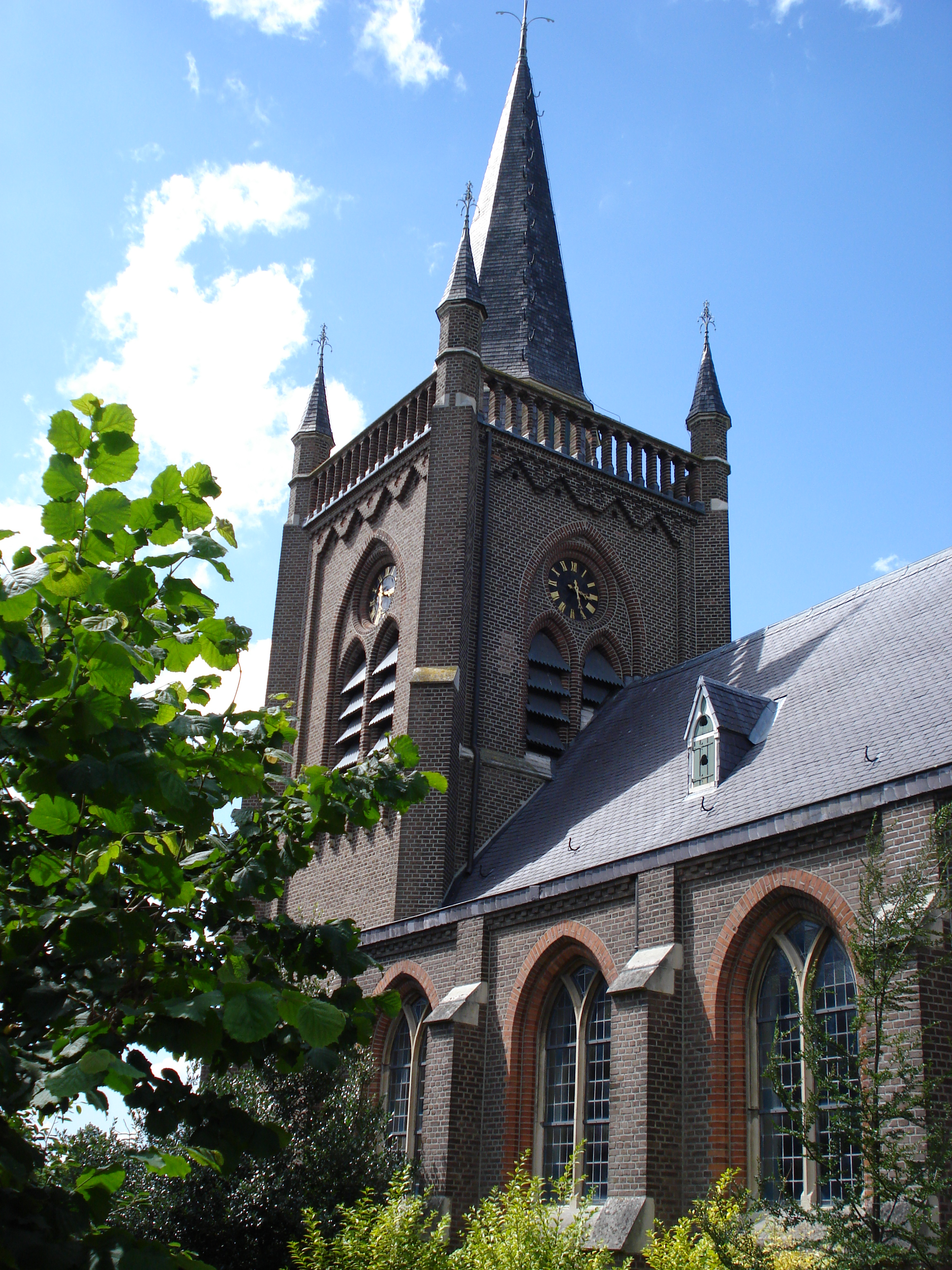
Toren in 2007
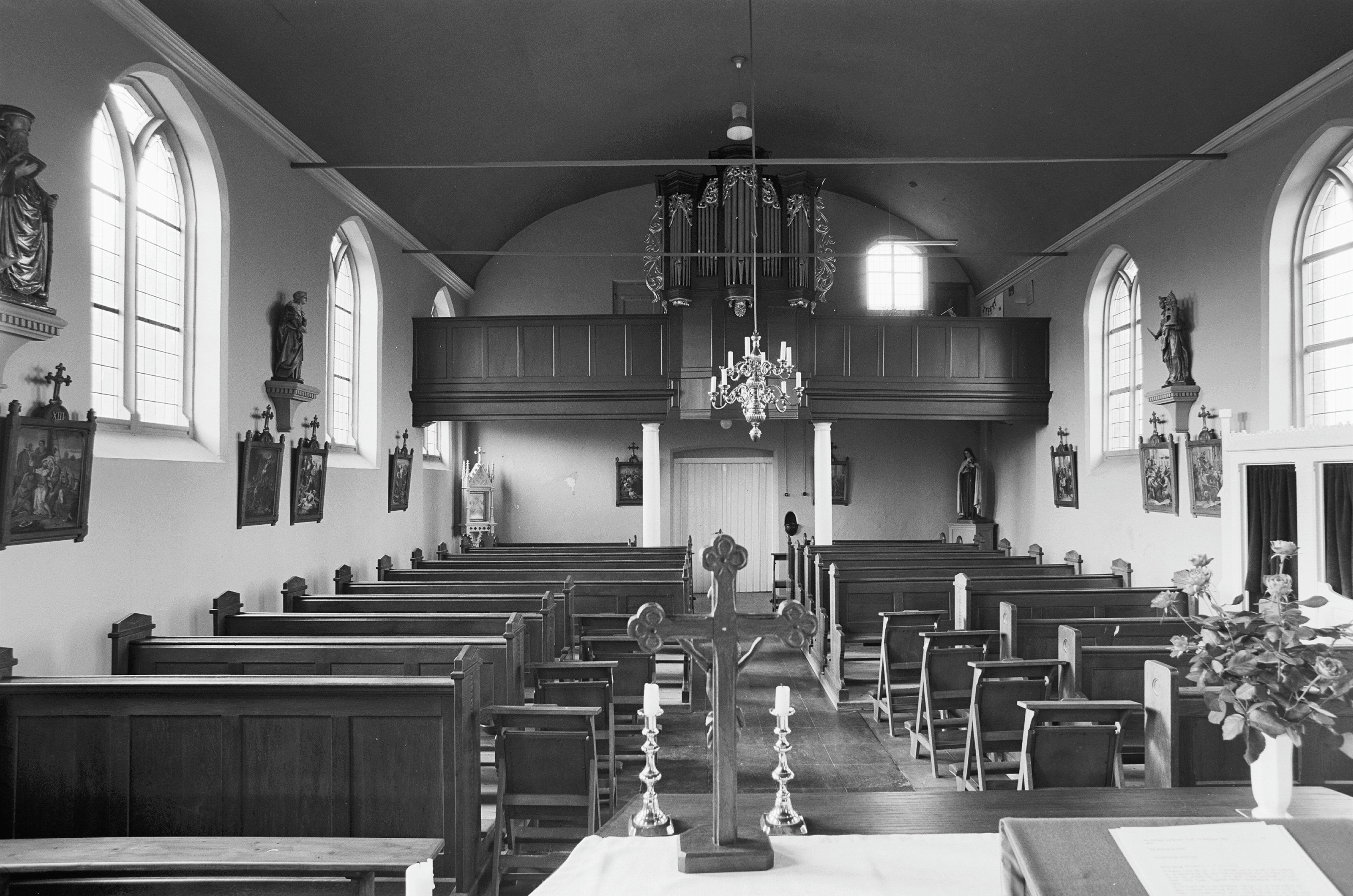
Interieur in 1984
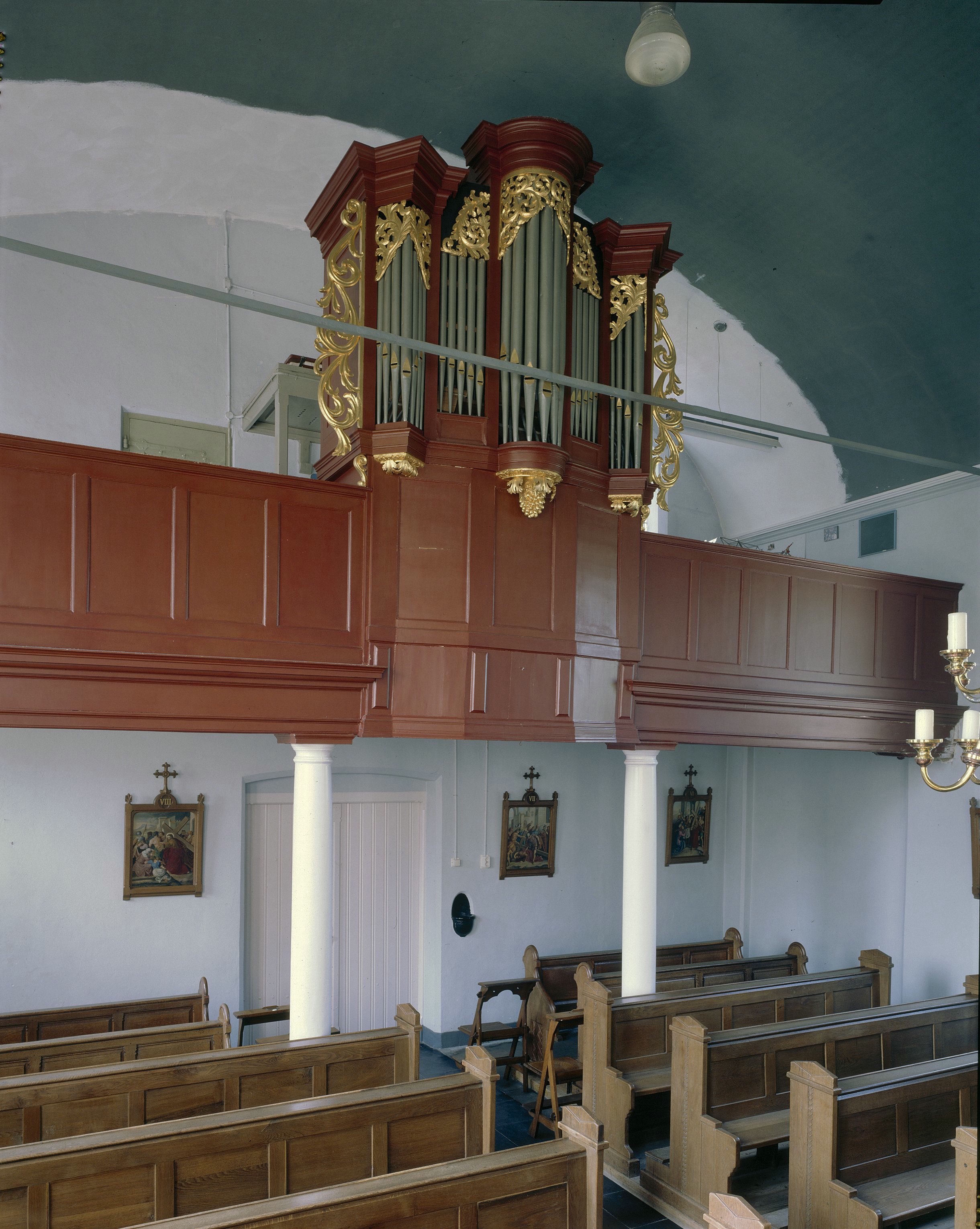
Orgel van Matthijs van Deventer uit 1733